# Кастел ди Дечима (Рим)
Кастел ди Дечима је насеље у Италији у округу Рим, региону Лацио.
Према процени из 2011. у насељу је живело 217 становника. Насеље се налази на надморској висини од 68 м.